# Edvinas Lukoševičius
Edvinas Lukoševičius (22 maggio 1978) è un ex calciatore lituano, di ruolo difensore.